# Золотий Володимир Степанович
Володи́мир Степа́нович Золоти́й (15 березня 1998, м. Чернівці — 31 серпня 2022, Херсонська область) — капітан ЗСУ, командир 3 роти танкового батальйону 57 окремої мотострілецької бригади імені кошового отамана Костя Гордієнка.

## Біографія
Володимир Золотий народився 15 березня 1998 року в місті Чернівці в сім'ї військовослужбовців. У 2014 році закінчив загальноосвітній навчальний заклад «Навчально-виховний комплекс „ЛЮБИСТОК“» Чернівецької міської ради.
Одразу після закінчення школи поступив на танковий факультет Національної академії сухопутних військ імені гетьмана Петра Сагайдачного.
З 2015 по 2017 рік в складі зведеного загону Національної академії брав участь у військових парадах, в лавах стройових «коробок», до Дня Незалежності України (м. Київ).
Після завершення навчання Володимир був направлений для подальшого проходження служби командиром взводу новоствореного танкового батальйону 57-ї окремої мотопіхотної бригади імені кошового отамана Костя Гордієнка.
За проявлені ним, відмінні організаційні здібності та високі особисті якості через 4 місяці був призначений на посаду командира роти танкового батальйону.
Восени 2019 року був призначений в. о. командира 1 роти танкового батальйону і направлений в зону АТО/ООС на напрямок ДАП (Піски, Зайцеве, перша ротація).
В 2020 році, після закінчення ротації, частини бригади були виведені в пункт постійної дислокації м. Нова Каховка Херсонської області.
Початок війни, в лютому 2022 року капітан Золотий Володимир Степанович, командир роти зустрів в складі свого підрозділу в зоні проведення операції об'єднаних сил (завершення чергової ротації 2021—2022 років).
Брав участь в активних бойових діях під Краматорськом, Ізюмом, Сіверськом, Святогірськом, Лисичанськом, Лиманом, Сіверськодонецьком, Першотравенськом, Білогорівкою.
Підрозділ під його командуванням активно знищував ворожі бойові машини, оборонні пункти, блокпости та об'єкти, особовий склад ворога, прикривав, підтримував вогнем та бронею підрозділи своєї бригади, а також підрозділи 79-ї, 80-ї, 81-ї окремих десантно-штурмових бригад ЗСУ.
В липні 2022 року танковий батальйон 57-ї ОМБр був відведений для поповнення особовим складом та бойовими машинами, проходження бойового злагодження на один з полігонів ЗСУ.
В серпні місяці 2022 року танковий батальйон в складі бригади був перекинутий на південний напрямок, де в складі військових з'єднань оперативного командування «Південь» отримав бойове завдання щодо участі в здійсненні прориву в напрямку м. Херсон.
Танковий батальйон Володимира Золотого заново скомплектований танками Т-72 знаходився на вістрі удару на населений пункт Сухий Ставок Херсонської області.
31 серпня 2022 року в ході активних бойових зіткнень, у розпал складного наступального бою командир роти танкового батальйону 57-ї окремої мотопіхотної бригади імені кошового отамана Костя Гордієнка капітан Золотий Володимир Степанович загинув, отримавши осколкове поранення голови несумісне з життям.
Танковий батальйон ціною значних втрат захопив та утримував плацдарм в який були введені додаткові резерви оперативного командування, що дозволило розвити стратегічний успіх у звільненні Херсонської області.
Був похований 5 вересня 2022 року на Алеї Слави Центрального кладовища м. Чернівці.

## Нагороди
- Орден Богдана Хмельницького ІІІ ступеня (28 листопада 2022, посмертно) — за особисту мужність і самовіддані дії, виявлені у захисті державного суверенітету та територіальної цілісності України, вірність військовій присязі[1]